# イフタク・カツール
イフタク・カツール（Yftach Katzur, 1958年7月17日 - ）は、イスラエルの俳優である。

## 略歴
17歳から俳優としてのキャリアをはじめる。1970年代から1980年代に人気を博したお色気青春コメディ映画『グローイング・アップ』シリーズで注目を浴びた。1980年代に来日した際に『笑っていいとも!』に出演したことがある。

## 代表作
- グローイング・アップ Eskimo Limon (Lemon popsicle)(1978)
- グローイング・アップ2/ゴーイング・ステディ Lemon popsicle2-Going Steady(1979)
- グローイング・アップ3/恋のチューインガム Lemon popsicle3-Hot Bubblegum-Shifshuf Naim (1981)
- グローイング・アップ4/渚でデート Lemon popsicle4-Private Popsicle(1983)
- グローイング・アップ5/ベイビー・ラブ Lemon popsicle5-Baby Love(1984)
- グローイング・アップ6/恋のネイビーブルー Up Your Anchor Lemon Popsicle6(1985)
- グローイング・アップ7/恋の卒業パーティ Young Love: Lemon Popsicle7(1986)
- グローイング・アップ8/サマータイム・ブルース Summertime Blues: Lemon Popsicle 8(1988)